# Calledema ronaldi
Calledema ronaldi är en fjärilsart som beskrevs av William Schaus 1934. Calledema ronaldi ingår i släktet Calledema och familjen tandspinnare. Inga underarter finns listade i Catalogue of Life.